# سياسات الغذاء

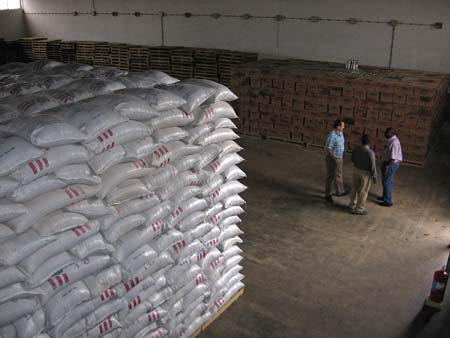

تُعَد سياسة الغذاء هي الجوانب السياسية لعمليات الإنتاج والرقابة والتنظيم والتفتيش والتوزيع والاستهلاك المتعلقة بالمواد الغذائية. ويمكن لهذه السياسات أن تتأثر بالنزاعات التي لها علاقة بالزراعة من الناحية الأخلاقية والثقافية والطبية والبيئية واللوائح والأساليب الزراعية والتجارية المناسبة.

## السياسة العامة
تؤثر السياسات الحكومية المتعلقة بإنتاج الأغذية وتوزيعها واستهلاكها على تكلفة وتوافر وسلامة الإمدادات الغذائية محليًا وعالميًا. على المستوى الوطني، تؤثر الأعمال السياسية الغذائية على المزارعين، ومصنعي الأغذية، وتجار الجملة، وتجار التجزئة والمستهلكين. وغالبًا ما تكون محاصيل السلع الأساسية، مثل الذرة والأرز والقمح والصويا، هي السبب الرئيسي في صناعة السياسات الزراعية. حينما يتم البدء في معظم السياسات الغذائية محليًا، يكون هناك عواقب دولية. على الصعيد العالمي، تُعد السياسات التجارية الحمائية، واتفاقيات التجارة الدولية، والمجاعة، وعدم الاستقرار السياسي، والمساعدات التنموية من بين التأثيرات الأساسية على سياسة الغذاء. وتأخذ الشواغل والتنبؤات المتعلقة بتغير المناخ اهتمامًا متزايدًا من جانب أولئك بتوفير إمدادات غذائية كافية في جميع أنحاء العالم.

## سياسة الغذاء في الولايات المتحدة
ظهرت في الولايات المتحدة عدد من القضايا المعاصرة حول مشاكل المتعلقة بالسياسات الغذائية بسبب التغيرات في إنتاج الغذاء والمخاوف المتعلقة بالجودة الغذائية للأطعمة المعدة تجاريًا.

## تكنولوجيا
وكما هو الحال في العديد من الصناعات، شهدت صناعة الأغذية نموًا في القدرة على إنتاج الغذاء باستخدام التقنيات الحديثة. هناك عدد من التوجهات الهامة النشطة في الدول المتقدمة حيث زادت  كمية الغذاء المحصودة لكل فدان من الأراضي الزراعية، بنسبة  أقل من واحد في المائة سنويًا منذ عام 1960 ، كما تنخفض كمية الأراضي المخصصة لاستخدام المحاصيل بسبب ضغوط التطوير الخاصة بالإسكان وغيرها من المخاوف اقتصادية. في الولايات المتحدة وحدها، يتم فقدان حوالي 3000 فدان من الأراضي الزراعية المنتجة كل يوم.

### تربية الحيوانات
لقد استُبدِلت الأساليب التقليدية لتربية الخنازير والماشية والدواجن والأسماك بالأشكال الأكثر كثافة للإنتاج الحيواني  وذلك لتناسب الاستهلاك البشري في الولايات المتحدة
ارتبط التطور المتزايد لعمليات التغذية الحيوانية المركزة بزيادة مخاطر الأمراض المنقولة عن طريق الغذاء وتدهور البيئة، وزيادة انبعاثات الأمونيا، وثاني أكسيد الكربون، والميثان في الهواء
بالإضافة إلى سلامة الأغذية والاهتمامات البيئية، قامت منظمات متعددة مثل جمعية الرفق بالحيوان والمجتمع الإنساني في الولايات المتحدة بالتركيز على مجموعة من الممارسات التي تسمح بزيادة كفاءة تربية الحيوانات  بسبب كثرة استهلاك اللحوم
لكن هذه الممارسات تسبب ضغط  على الحيوانات والأرض التي تربى عليها وعلى إمدادات الغذاء التي تقدم للاستهلاك البشري
في تقرير حديث عن الزراعة الحيوانية الصناعية، دعت جمعية الرفق بالحيوان والمجتمع الإنساني في الولايات المتحدة الناس في الدول الغربية إلى التحول إلى نظام غذائي نباتي لأن نصف محصول الحبوب في العالم يُستخدم لتربية الحيوانات من أجل اللحوم والبيض والحليب. تعرضت تربية الأسماك  للفحص الدقيق نظرًا للتركزات العالية من السمك في مساحات أصغر عن تلك التي تعيش بها في الطبيعة. أما بالنسبة للحيوانات التي تعيش في كلٍ من البر والماء، فإن الاستخدام الوقائي للمضادات الحيوية لتشجيع النمو ومنع انتشار العدوى بين الحيوانات قد تعرض للمساءلة نظرًا لاعتبارات تخص مساهمة تلك الممارسات في صالح سلالة من البكتيريا المقاومة للمضادات الحيوية.  

### الأغذية المعدلة وراثيًا
إن استخدام البذور المعدلة وراثيًا لزيادة السلع وغيرها من المحاصيل في الولايات المتحدة قد أثار انتقادات من منظمات متعددة مثل منظمة Greenpeace، وThe Non-GMO Project، ورابطة المستهلكين العضويين وغيرهم. إن كل الاهتمامات حاليًا على سلامة الأغذية وتآكل التنوع البيولوجي الزراعي. حيث ينظم الاتحاد الأوروبي، على عكس الولايات المتحدة، الأغذية المعدلة وراثيًا، حيث يتطلب إطلاق منتج جديد اختبارًا موسعًا لتوفيره آمنًا للاستهلاك. تعتبر إدارة الغذاء والدواء عمومًا أن الغذاء الذي يحتوي على مكونات معدلة وراثيًا آمنة مثل نظيره التقليدي. دعمت دراسات عديدة ادعاءات الصناعة التي تقول بأن الأطعمة المعدلة وراثيًا تبدو آمنة للاستهلاك البشري، وتشمل هذه الإدعاءات فحص أكثر من 130 مشروع بحث أُجري في الاتحاد الأوروبي قبل عام 2010 والعمل الذي تم نشره بواسطة مجلس الجمعية الطبية الأمريكية للعلوم والصحة العامة.
في الولايات المتحدة، يركز النقاش السياسي في المقام الأول على ما إذا كان يجب وضع علامات على المنتجات ذات المنشأ المعدّل وراثيًا ليعلم الناس جيدًا بمحتوى الأطعمة التي يشترونها، في عام 2012 هزمت مسألة الاقتراع على مستوى الولاية والتي كان من المفترض أن تقوم بوضع علامات على المنتجات  المعدلة وراثيًا في كاليفورنيا.
كان هذا الإجراء، المعروف باسم Proposition 37، مدفوعًا بهامش واسع في الاستطلاعات المبكرة
لكنه هُزم بعد حملة إعلانية مموّلة من مونسانتو، أكبر مورد للبذور المعدلة وراثيًا، كرافت فودز، كوكاكولا، بيبسي وغيرها من مصالح الأعمال الغذائية الكبيرة.
وقد تمت مراقبة نتائج الاستطلاع عن كثب في جميع أنحاء البلاد، حيث كان المدافعون عن هذا الإجراء يأملون في تمريرها وتحفيز الحكومة الفيدرالية على تفويض وضع علامات على الأغذية المعدلة وراثيًا أيضًا.
في أعقاب هزيمة اقتراح قانون وضع العلامات، تم تشكيل منظمة تدعى March ضد مونسانتو لمواصلة الحفاظ على الجدل العام حول تصنيف المنتجات الغذائية المعدلة وراثيًا. في عام 2013، ولقد هُزمت من قبل الناخبون مبادرة الاقتراع التي كانت تتطلب تسميات على الأغذية المعدلة وراثيًا التي تباع في ولاية واشنطن، مرة أخرى بعد حملة ضد المبادرة كانت تقودها شركات الأغذية الرئيسية.

### استخدام المبيدات
إن انتشار التقدم التكنولوجي في تطوير المبيدات الحشرية وذلك لضمان أعلى إنتاجية من المحاصيل كان من بين التأثيرات التي أثارت الكثير من الثورة الخضراء
وقد أدت الآثار الصحية لمبيدات الآفات إلى عدد من الجهود التنظيمية وغير التنظيمية للسيطرة على الضرر المحتمل لصحة الإنسان من هذه المواد الكيميائية في الإمدادات الغذائية.
تتمتع وكالة حماية البيئة الأمريكية باختصاص استخدام مبيدات الآفات في إدارة المحاصيل وتضع التحمل مقابل كميات ضئيلة من مبيدات الآفات التي يمكن العثور عليها في إمدادات الغذاء.
يتم جمع حوالي 12000 عينة من الفواكه والخضراوات للمستهلكين الأمريكيين كل عام ويتم اختبارها للحصول على نتائج وجود بقايا من المبيدات في هذه المنتجات ويتم نشر النتائج في برنامج بيانات مبيدات الآفات (PDP) السنوي الذي ترعاه وزارة الزراعة الأمريكية 
تنشر منظمة العمل البيئي، وهي منظمة غير هادفة للربح، قائمة سنوية تسمى «المجموعة القذرة» تهدف إلى توجيه انتباه المستهلكين إلى الفواكه والخضروات الأكثر تلوثًا بمخلفات المبيدات الحشرية.
في الدليل السنوي للمتسوقين لمبيدات الآفات، تحث المنظمة المتسوقين على الاستمرار في تناول المنتجات الطازجة، ولكن يعتبر شراء النسخ المزروعة عضويا من أكثر 12 عنصر ملوث.

### «الغذاء كبير»
التصنيع الغذائي والتجهيز هو صناعة مركزة بشكل كبير. تسيطر شركات الأغذية العشرة الكبرى في الولايات المتحدة على أكثر من نصف مبيعات الأغذية محليًا ونسبة متزايدة من منتجات الأغذية والمشروبات المعبأة على رفوف المتاجر في جميع أنحاء العالم. لقد تم تصنيف شركة PepsiCo، Inc. حسب مبيعات المواد الغذائية، على أنها أكبر شركة مصنعة للمواد الغذائية في الولايات المتحدة، يليها Tyson Foods وNestlé وJBS USA وAnheuser-Busch، وفقًا لقائمة عام 2013 التي نشرتها مجلة (معالجة الأطعمة) وطبقًا لمؤشرات مكتب الإحصاء في الولايات المتحدة في عام 2007، فإن الصناعات الغذائية الأكثر تركيزًا في الدولة هي تكرير قصب السكر وصناعة حبوب الإفطار وتعبئة المياه في زجاجات وتصنيع الكعك والمكسرات المحتوية على نسبة عالية من التركيزات حدث توحيد لهذه الصناعة في المدة ما بين 1970s و 1980s من خلال سلسلة من عمليات الدمج والاستحواذ.
تمت مقارنة التسويق والاستراتيجيات الأخرى لصناعة المواد الغذائية باستراتيجيات صناعة التبغ في ذروة تأثيرها في السوق الاستهلاكية. وردًا على ذلك، شاركت الصناعات الغذائية في بعض الجهود الطوعية لتحسين المحتوى الغذائي لأطعمتها. في عام 2005، أعلنت جنرال ميلز عن خطة لضمان احتواء جميع حبوب الإفطار فيها على ما لا يقل عن ثمانية غرامات من الحبوب الكاملة لكل حصة. في عام 2006، أعلنت شركة Campbell Soup عن مبادرة لخفض الصوديوم في منتجاتها بنسبة 25% على الأقل. بسبب انخفاض المبيعات، اعترف كامبل بأنه كان يضيف المزيد من الصوديوم إلى بعض من الحساء في عام 2011.

### حركات الغذاء
لقد اتخذت ردود أفعال ثقافية ضد صناعة أغذية آلية بشكل متزايد في عدد من  الأشكال المختلفة.
الغذاء الإقليمي هو تداول لتحويل النفقات الغذائية من قبل الأفراد والأسر والمنظمات المجتمعية والمدارس والمطاعم وغيرها من المؤسسات إلى أغذية  يتم إنتاجها وشحنها لمسافات طويلة بواسطة الشركات الأكبر للمزارعين الإقليميين وغيرهم من المنتجين المحليين للأغذية
تميز الفوائد الزراعية الصغيرة، والمنتجات غير المتجانسة نسبيًا وسلاسل التوريد القصيرة أسواق الأغذية المحلية، على الرغم من أنه لا يوجد مقياس متفق عليه للمسافات التي تعين محليًا الزراعة المدعومة من المجتمع فهي آلية لربط المستهلكين بالمزارعين المحليين. كما أن الجهود الأصلية المبذولة هي جزء من حركة الأغذية المحلية.
(اثنين بلا لحم) هي حملة توعية صحية عامة لتشجيع الأفراد والأسر على اتباع نظام غذائي خال من اللحوم على الأقل مرة واحدة في الأسبوع. أُطلقت في عام 2003 من خلال مركز جونز هوبكنز لمستقبل صالح للمعيشة، وتركز على الأمراض التي يمكن الوقاية منها والمرتبطة بالاستهلاك المفرط للحوم  ولكن تم أيضًا دعم هذه الحملة من قبل العديد من المهتمين بالزراعة المستدامة والبيئة.
Slow Food هي حركة دولية تأسست في إيطاليا عام 1986، مع شركة Slow Food USA التي تأسست عام 2000. وتقف المنظمة في مواجهة «توحيد المذاق والثقافة، والقوة غير المقيدة للصناعات الغذائية متعددة الجنسيات والزراعة الصناعية.» 
ومن بين أولئك المؤثرين في حركة الغذاء في الولايات المتحدة الكُتاب، بما في ذلك مايكل بولان وماريون نستله، ومشاهير الشيفات مثل أليس ووترز، ماريو باتالي وجيمي أوليفر. تتضمن الكتب والأفلام الشعبية حول الموضوعات المعاصرة في الطعام "الوجبات السريعة"، ومعضلة "آمنيفور"، والمحتوى الوثائقي "فوود إنك". في عام 2011، أشار رئيس الاتحاد الأمريكي للمزارع إلى هذه المجموعة المؤثرة على أنها "نخبة من الطعام النخبويين".ولقد نشرت صحيفة واشنطن بوست مقالة رأي من إيريك شلوسر، مؤلف كتاب "الوجبات السريعة"، يدافع عن العمل الذي قام به هو وزملاؤه لتحسين أنظمة الأغذية في الولايات المتحدة.

### العدالة الاجتماعية
في حين أن إنتاج الأغذية وتوزيعها هو في المقام الأول نشاط اقتصادي، فإن المدافعين عن مجموعة متنوعة من المهتمين بالعدالة الاجتماعية يتزايد إدراكهم للدور الذي تلعبه السياسات الغذائية في المواضيع التي تثير القلق الأكبر للقضايا التي يعتنقونها.

### انتداب الوقود الحيوي والإمدادات الغذائية
إن مصالح القطاعات المختلفة في الصناعة الزراعية لا تتوافق على نحو دائم كما يتضح من التوترات الناجمة عن الجفاف في عام 2012 الذي أثر على إنتاج الذرة المحلي. يوصف الجفاف الأكثر حدة وشدة في الولايات المتحدة في السنوات الـ 25 الماضية من قبل دائرة الأبحاث الاقتصادية التابعة لوزارة الزراعة الأمريكية، وقد تضررت أو دُمرت آلاف الأفدنة من حقول الذرة وفول الصويا في الغرب الأوسط. أدى هذا إلى زيادة الضغط على الحكومة الفيدرالية من بعض المزارعين المحليين  والمنظمات الدولية المناهضة للجوع  لتخفيف معيار الوقود المتجدد الذي يدعو إلى تخصيص جزء من إمدادات الذرة المزروعة في الولايات المتحدة لإنتاج الإيثانول. .يخشى منتجو اللحوم والدواجن الذين يعتمدون على الذرة لتغذية الحيوانات ارتفاع الأسعار بسبب ظروف الجفاف ولقد اتهمت الحكومة الفيدرالية بـ «انتقاء الفائزين والخاسرين» بسبب سياستها الخاصة بالإيثانول في حين أن منتجي الإيثانول الذين يُعتبر العديد منهم من مزارعي الذرة، قالوا إن ارتفاع الأسعار قد يؤثر عليهم أيضًا وأن إنتاج الإيثانول قد تراجع

### المعونة الغذائية المحلية
تقديم المساعدات الغذائية الحكومية إلى الأميركيين الأدني دخلًا يعود إلى الرئيس فرانكلين دي روزفلت واستمر إدارتها في القرن الواحد والعشرين. في السنة المالية 2011، كانت ميزانية وزارة الزراعة والغذاء والدواء، المسؤولة عن برامج التغذية الرئيسية، تبلغ 107 مليار دولار. يُعد أكبر برنامج للمساعدة الغذائية الفردية في البلاد هو برنامج المساعدة الغذائية التكميلية، وترد الاعتمادات الخاصة به في مشروع قانون الزراعة الذي يعيد الكونغرس ترخيصه ويوقعه الرئيس كل خمس سنوات. تبلغ تكلفة المستفيدين من برنامج SNAP حوالي 75 مليار دولار أمريكي في عام 2012. وقد كان برنامج SNAP مستهدفًا بشكل كبير، حيث تم استهدافه من أجل تخفيضات كبيرة من قبل أعضاء مجلس النواب في محاولة إعادة تفويض قانون الزراعة لعام 2012. سعى قادة مجلس النواب أيضًا لفصل برنامج SNAP من مشروع قانون بيل، وتقسيم ائتلاف طويل المدى من المشرعين الحضريين والريفيين الذين يدعمون عادة تجديد تمويل مشروع قانون الزراعة كل خمس سنوات.
ارتبطت الزيادة في حجم مجموعة مشكلات SNAP خلال أوائل العقد الأول من القرن الحالي بارتفاع معدل البطالة وبعدد من التغييرات في السياسات التي تم إدخالها على البرنامج في العديد من الولايات.
طور مكتب إحصائيات العمل سلسلة من ستة مقاييس لفهم متطلبات العمالة على شكل أفضل
ثلاثة منها هي تقديرات أكثر تحفظا للبطالة وثلاثة منها تم تحديدها على نطاق أوسع، وأظهرت جميعها ارتباطها بمشاركة SNAP
وعلى وجه الخصوص، تم اقتراح أن البطالة طويلة الأجل تؤدي إلى الاستفادة القصوى من مزايا برنامج SNAP 
بالإضافة إلى المخاوف بشأن تكلفة البرنامج من المحافظين الماليين، اقترح قادة الحركة لتحسين المحتوى الغذائي للنظام الغذائي الأمريكي تغييرات في البرنامج للحيلولة دون شراء المشروبات الغازية المحلاة بالسكر أو غيرها من أشكال الوجبات السريعة منخفضة القيمة الغذائية. في الواقع، حظرت نسخة مجلس النواب من قانون القواطع الغذائية الأولية لعام 1964 استخدام طوابع الغذاء لشراء المشروبات الغازية، ولكن لم يتم اعتماد هذا الحكم. لقد سخرت المنظمات المناهضة للجوع الجهود الرامية إلى تحديد مشتريات الأغذية من برنامج الأغذية العالمي بشكل أكثر دقة (SNAP) وقد أسفر إعادة تفويض قانون الزراعة لعام 2008 عن تأسيس برنامج الحوافز الصحية، وهو جهد قدره 20 مليون دولار في خمس ولايات لمعرفة ما إذا كان يقدم قروضا اختيارية مستلمة من برنامج SNAP على المشتريات الجديدة من الفواكه والخضروات الطازجة والمجمدة والمعلبة أو المجففة مع عدم إضافة السكر والملح والدهون أو الزيت سيؤدي إلى زيادة المشتريات من هذه الأطعمة. وكانت نتائج الدراسة التجريبية متوقعة في عام 2014.
وبالإضافة إلى أعمال الدعوة في واشنطن العاصمة، نيابة عن من هم في حالة فقر، أطلقت حملات توعية عامة حول القيود التي تواجهها الأسر التي تتلقى برنامج SNAP. إن التحدي الذي يواجه طوابع الغذاء أو تحدي SNAP هو إحدى الآليات التي يستخدمها المؤيدون مثل Feeding America. يتم تحدي الأفراد لتقييد الإنفاق على الطعام لمدة أسبوع إلى مستويات نموذجية للعائلات التي تتلقى مساعدات SNAP.

### العمل والهجرة
يعتبر عمال المزارع المستأجرين من بين الفئات الأكثر حرمانًا اقتصاديًا في الولايات المتحدة. تنشر إحصاءات العمل الزراعي مرتين سنويًا من قبل دائرة الإحصاء الزراعية الوطنية، وهي قسم من وزارة الزراعة الأمريكية وتتم مقارنتها ببيانات مماثلة من العام السابق. في أبريل 2013، كان عدد العمال الذين تم توظيفهم من قبل مشغلي المزارع 732000. وتلقى العاملون الميدانيون أجر متوسط قدره 10.92 دولار في الساعة وحصل العاملون في مجال الثروة الحيوانية على 11.46 دولار في الساعة. متوسط المعدلات بالساعة للأعمال الحقلية والحيوانية آخذ في الارتفاع منذ عام 1990.
 وقد ساهمت الحواجز اللغوية، والخوف من الترحيل، وإعادة تحديد المواقع المتكررة، وعدم وجود حالة التصويت في تصعيب عملية  تنظيم عمال المزارع للدعوة إلى إصلاحات الأجور والمصالح وإصلاح ظروف العمل.
أصبح اعتماد الصناعة الزراعية على العمال غير الأصليين جزءا من الجدل السياسي حول سياسات الهجرة والتطبيق في البلاد. أشارت إحصاءات وزارة العمل الأمريكية لعام 2009 إلى أن حوالي 50 بالمائة من عمال المحاصيل المستأجرين لم يكونوا مخولين قانونًا للعمل في الولايات المتحدة، وهو رقم ظل دون تغيير إلى حد كبير على مدار العقد السابق. خلال تلك الفترة الزمنية نفسها، حدث جدل حاد في عاصمة البلاد فيما يتعلق بسياسات الهجرة وتطبيقها. عملت مصالح المزارع، المعنية بالوصول إلى قوة عاملة ثابتة، في كابيتول هيل لتأمين مصالحهم في قانون أمن الحدود والفرص الاقتصادية وتحديث الهجرة لعام 2013. وشملت الأحكام التي فضلها لوبي المزارع «التعديلات المكتسبة» التي ستسمح حالة الهجرة القانونية المؤقتة على أساس الخبرة السابقة مع إمكانية التقدم للحصول على الإقامة الدائمة من خلال الاستمرار في العمل في الزراعة لفترة زمنية محددة؛ وبرنامج عمالة أكثر مرونة للعمال الزراعيين.
بالإضافة إلى العمالة الزراعية، اكتسب العاملون في قطاع الخدمات الغذائية في البلاد الاهتمام في عامي 2012 و 2013 بسبب سلسلة من الإضرابات ضد منافذ الوجبات السريعة مطالبين بأجور أعلى، وظروف عمل أفضل، والحق في تشكيل النقابات. أظهرت دراسة قام بها مركز العمل في جامعة كاليفورنيا في بيركلي في أكتوبر 2013 أن 52% من عائلات عمال الوجبات السريعة يتلقون مساعدة عامة، مقارنة بنسبة 25% من القوة العاملة ككل. وفقا للدراسة، لم تكن ساعات الدوام الكامل كافية للتعويض عن الأجور المنخفضة.

## الأمان
في الماضي، تم استخدام الحرمان من توصيل الطعام كسلاح في الحرب. على سبيل المثال، خلال الحربين العالميتين، كان المقصود من الحصار البحري البريطاني هو تجويع ألمانيا واضطرارها للخضوع.
إن الأمن الغذائي قضية سياسية مهمة حيث يحاول القادة الوطنيون الحفاظ على الإمدادات الغذائية الكافية لأمتهم. ويمكن لهذه القضية أن تقود السياسة الوطنية، وتشجع على استخدام الإعانات لتحفيز الزراعة، أو حتى تؤدي إلى الصراع. وهذا في الغالب سياسة وطنية لأن الدول قد أدركت فقط أن هناك واجبا محايدا بعدم تعطيل إمدادات الغذاء للدول الأخرى ولا تتطلب أن يساعدها المرء في الحصول على مثل هذا الوصول الآمن من خلال حمايته من التهديدات الأخرى.
في عام 1974، حدد مؤتمر القمة العالمي للأغذية الأمن الغذائي على النحو التالي
توافر إمدادات غذائية عالمية كافية من المواد الغذائية الأساسية في جميع الأوقات لمواصلة التوسع المطرد في استهلاك الأغذية وللتغلب على التقلبات في الإنتاج والأسعار
الأمن الغذائي وسيادة الغذاء في سياسات منطقة الشرق الأوسط وشمال أفريقيا
«هناك ثلاثة طرق تقليدية للأمن الغذائي الوطني 1) الإنتاج المحلي، الذي يساهم في الاكتفاء الذاتي؛ 2) الواردات الغذائية التجارية؛ و 3) المساعدات الغذائية الدولية». لذلك، نحتاج إلى توضيح أنه يوجد تمييز «بين الاكتفاء الذاتي والأمن الغذائي، حيث أن الأول هو سبيل واحد ممكن للأمن الغذائي على المستوى الوطني». منذ عام 2007/2008، بدأت حكومات متعددة في منطقة الشرق الأوسط وشمال أفريقيا (MENA) في النظر في زيادة إنتاج الأغذية المحلية كجزء من قوانينها الوطنية للأمن الغذائي. على الرغم من أن وجهة النظر السياسية تبرر هذا النهج بسبب مساعدته في استقرار أسعار الغذاء المحلية ومنع التعرض للهجوم على الأسواق الدولية والاعتماد على بلدان أخرى، إلا أنها تأتي بتكلفة اقتصادية هائلة.
 وهذا بسبب الموارد التي تتمتع بها أغلبية "بلدان منطقة الشرق الأوسط وشمال أفريقيا - ندرة المياه ونقص الأراضي الصالحة للزراعة - ليست ملائمة تمامًا لإنتاج الغذاء"، وخاصة إنتاج الحبوب، "والمزايا الدولية المقارنة لهذه البلدان تكمن في الأنشطة الاقتصادية الأخرى
 شاركت العديد من «المنظمات الدولية في اقتصادات منطقة الشرق الأوسط وشمال أفريقيا خلال عقد التسعينيات وعقد 2000 داعٍ إلى وضع إستراتيجية للأمن الغذائي لمعظم البلدان» التي تقوم على التنيع بعيدا عن الزراعة ومتجهين نحو أنشطة أخرى متعددة، «بما في ذلك الصادرات الصناعية، مع استخدام العملات الأجنبية الناتجة لشراء واردات الغذاء».
 «وفي القطاع الزراعي، كان هناك تركيز أيضًا على تحويل الموارد إلى محاصيل ذات قيمة عالية تكون أكثر كفاءة في استخدام المياه، مثل الفواكه والخضروات والمحاصيل الشجرية»، مع النظر إلى أسواق التصدير واستبدال تصدير الحبوب المنتجة بالاستهلاك المحلي. [47]

## الجوع
لا يزال سوء التغذية والجوع مشكلة مستمرة في بعض مناطق العالم. يمكن أن تتفاقم تأثيرات انخفاض الإنتاج الزراعي بسبب الصراعات الداخلية، مثل ظروف المجاعة التي حدثت في الصومال خلال التسعينات. ولكن حتى في ظل ظروف أكثر استقرارًا، يستمر الجوع في بعض الدول. يمكن لصور المجاعة أن يكون لها تأثير قوي، مما يؤدي إلى التدخل الخيري وحتى العسكري.

## تجارة التجزئة
خلال أواخر التسعينيات وأوائل القرن الحادي والعشرين، تطور قدر كبير من النقاشات والمناظرات حول دور محلات السوبر ماركت في تجارة التجزئة للأغذية وتأثير المتاجر الكبرى على كل من توريد وإنتاج الغذاء.
. بسبب القوة الشرائية لسلاسل محلات السوبرماركت الكبيرة، فإنها يمكن أن تضع طلبات ضخمة على المنتجين، وغالبًا ما تدفع الأسعار بشكل منخفض بشكل مصطنع، بينما لا تزال تحقق أرباحًا كبيرة على الطعام نفسه، مع بيع بعض المنتجات بأكثر من 400% من السعر المدفوع، في حين أن المزارعين قد يحققون أرباحًا بقيمة %50 لكل منتج حيواني يتم إنتاجه محليا
هذه القوة الشرائية تسمح أيضا محلات السوبر ماركت لتتجاوز الحدود القومية في مصادر الغذاء. على سبيل المثال، في المملكة المتحدة، حيث تهيمن محلات السوبر ماركت بشكل كبير على سوق المواد الغذائية، يتم إنتاج 25% فقط من التفاح الذي يتم بيعه في الأسواق المركزية محليًا، حيث يتم نقل تفاح كوكس خارج الموسم على بعد 14000 ميل من نيوزيلندا، على الرغم من أن المملكة المتحدة من المنتجين للتفاح الطبيعي
وعلاوة على ذلك، ونظرًا للطبيعة الوطنية لشبكات الإمداد التي تستخدمها محلات السوبرماركت، فإن هذا غالبًا ما ينطوي على نقل المواد الغذائية المنتجة محليا في جميع أنحاء البلاد قبل تسليمها إلى تجار التجزئة، مما يخلق تأثيرًا كبيرًا على كل من حركة المرور والتلوث.